# 松前家記
『松前家記』（まつまえかき）は、松前藩主（蠣崎氏）の一族家系を記した歴史書。
松前家の祖武田信広から松前徳広にいたる18代の松前家の系譜であり、藩主別に編纂し、歴代天皇の諡号を挙げ、年代記風に藩主の動向を中心にその間の重要な歴史事項をほとんど網羅して廃藩置県に及んでおり、松前藩に関する政治的動向を中心とする史書である。また、他の系譜にはに閑却されている婦人、側室、枝葉の略伝を附録としている。
この書は、旧松前藩士新田千里が、1878年（明治11年）9月に脱稿したもので、明治新政府成立後に編纂されたため、幕末・維新期の藩の動向について政府に忠誠を尽くした藩であることを印象づける方向で記述されるなどの制約がある。
公刊はされずに筆写本として流布し、(松前町史)に収録されている『松前家記』は、1881年（明治14年）、松前家所蔵本を筆写した北海道総務部行政資料課蔵書を底本としている。